# Rigskirkeministerium
Rigskirkeministeriet (ty. Reichskirchenministerium, egl. Reichsministerium für die Kirchlichen Angelegenheiten, "Rigsministeriet for kirkelige anliggender") var et ministerium i Det tyske rige under nationalsocialismen.

## Oprettelsen
Ludwig Müller blev 27. september 1933 indviet som rigsbiskop, Reichsbischof, og havde embedet til sin død 31. juli 1945.
Da han ikke kunne gennemføre rigsregeringens krav om samling mod den betragtelige modstand der fandtes i en fløj af kirken der kaldte sig "Bekennende Kirche", Den bekendende kirke,
blev han september 1935 afsat som leder af kirken, og Deutsche Evangelische Kirche (DEK) blev lagt direkte under rigsregeringen og dens ministerium for kirkelige anliggender og dettes rigskirkeudvalg.
Da det blev klart for Bekendelseskirken at der var planer om at danne et rigsministerium for kirkelige anliggender, udtrykte man sig om faren ved en ren statslig kirkeløsning og forsøgte med forslag af organisatorisk og personlig art at forhindre det.
Rigskirkeministeriet dannedes ved en opsplitning af indenrigsministeriet, Reichsministerium des Innern. Det skulle især varetage den endelige Gleichschaltung, ensretning, inden for Deutsche Evangelische Kirche, mens den romersk-katolske kirke 1933 havde trukket sig tilbage til politisk neutralitet ved Rigskonkordatet mellem pavestolen og Det tyske rige, et konkordat der stadig gælder.

## Rigsminister Kerrl og ministeriets politik
Rigsminister uden portefølje Hanns Kerrl, som var Hermann Görings fortrolige, blev 16. juli 1935 udnævnt til minister for kirkelige anliggender. Regeringspræsident for Hildesheim Hermann Muhs blev statssekretær.
Ved den første forordning til gennemførelse af loven om sikring af Deutsche Evangelische Kirche fra 3. oktober 1935 blev der dannet et rigskirkeudvalg, Reichskirchenausschuss.
Blandt ministeriets første medarbejdere var fra 1935 til 1940 den tidligere provst fra Bad Segeberg, oberregierungsrat Ernst Szymanowski (Biberstein), senere Sturmbannführer, chef for Gestapo i Opole (ty. Oppeln) og leder for Einsatzkommando nr. 6 i Einsatzgruppe C, Kijev i Ukraine, hvor han indtil 1943 var ansvarlig for mord på 2-3000 overvejende jøder.
Selv om det ikke var hensigten, gav regimets forsøg på at forstærke kontrollen over kirkelige forhold anledning til en fase med nygrupperinger inden for den tysk-kristelige bevægelse. I begyndelsen var Kerrl og hans ministerium imødekommende over for Deutsche Christen, der udnyttede de nye forhold til at udvide deres aktionsradius. I et forsøg på at opnå våbenstilstand i "kirkekampen" dannede ministeriet kirkeudvalg der blev ledet af folk uden partitilknytning.
De kræfter, der stræbte efter en overnational kirke, samlede sig i Kirchenbewegung Deutsche Christen, som uden videre held fra 1936 forsøgte at øge tilslutningen til og den indrekirkelige indflydelse over det forholdsvis moderate "Bund für deutsches Christentum". 1937 sluttede de fleste af disse grupperinger sig sammen i Nationalkirchlichen Bewegung Deutsche Christen.
Kirkeminister Hanns Kerrl støttede i perioder dette forbund, dog uden synderlig virkning.
12. februar 1937 trådte rigskirkeudvalget tilbage, efter at "Den foreløbige evangeliske kirkeledning", Vorläufige Evangelische Kirchenleitung (VKL) 28. maj 1936 havde sendt Hitler et memorandum hvor der blev henvist til "afkristningen" (ty. 'Entchristlichung') og til uretfærdige tiltag fra statens og partiets side.
13. april 1937 blev de "lukkede" eller indesluttede Brødrefællesskaber (ty. "geschlossenen" Brüdergemeinden) forbudt af rigsministeriet, fordi man tilskrev dem en statsfjendtlig holdning – og dermed en antinationalsocialistisk holdning, hvad der for det meste ikke var tilfældet – på grund af deres stærke betoning af afsondring fra verden. Allerede maj 1937 kunne størstedelen af de "lukkede" brødre med myndighedernes tilladelse på ny organisere sig som Bund freikirchlicher Christen (BfC). Til dette forbund, til hvis statutter der udtrykkeligt hørte en bekendelse til den nationalsocialistiske stat, sluttede sig de "åbne" brødre november 1937. 1942 skete der en forening med baptisterne i Bund Evangelisch-Freikirchlicher Gemeinden in Deutschland, 'Forbundet at evangelisk-frikirkelige fællesskaber i Tyskland' (BEFG).
Rigsministeriet forsøgte også at øve indflydelse på pave Pius XII gennem ambassadør ved Vatikanet Diego von Bergen. Imidlertid var især statssekretær Muhs kritisk over for ambassadørens indsats og bemærkede august 1937 at Bergen ikke repræsenterede Det tredje rige med "fasthed, målrettethed og varme".
10. december 1937 overdrog rigsminister Kerrl lederen af Deutschen Evangelische Kirchenkanzlei Friedrich Werner ledelsen af Deutsche Evangelische Kirche (DEK) og Evangelische Kirche der Altpreußischen Union
Oktober 1938 fremlagde historikeren Hans Koch et forslag om at oprette et akademi for ortodoks teologi i Det tredje rige for sammen med England at tilveje en forbindelse til østkirken.
Ministeriet reagerede positivt og tilsluttede sig ved referenten Werner Haugg i november 1938 at instituttet skulle have sæde i Breslau i stedet for som foreslået i Wien. 1939 blev minister Kerrls personlige referent, regeringsråd von Wernsdorff, løst fra sine opgaver.
Rigsministeren for kirkelige anliggender udsendte i den følgende tid yderligere regulativer; 30. august 1939 følgende til kontrol af religiøse foranstaltninger:
"Foranstaltninger tilvejebragt af kirker og kirkelige foreninger, hvor der bliver taget stilling til den nuværende situation, er i enhver henseende uønsket. Sådanne foranstaltninger må man afstå fra i sekulære rum. I kirkelige rum må enhver ytring om inden- og udenrigspolitiske spørgsmål undlades.
Da Kerrl 15. december 1941 døde af et hjerteanfald, ledede statssekretær Muhs ministeriet som kommissær til 1942 og derefter til krigens slutning som rigsminister.
Efter krigen blev en del af akterne vedrørende den ortodokse kirke i Tyskland, besatte områder og andre lande (17 bind, 1939-1945), om kirkepolitikken i Sovjetunionen og den evangeliske kirke i Rusland (5 bind, 1935-1945), kirkerne i Baltikum (3 bind, 1928-1942), kirkepolitikken i Wartheland og Oberschlesien (2 bind, 1939-1945) overtaget af særarkivet ved det statslige militærarkiv i Moskva.